# Wülfershausen an der Saale
Wülfershausen an der Saale è un comune tedesco di 1 479 abitanti, situato nel land della Baviera.
È bagnato dalla Saale di Franconia, un affluente del Meno.